# Віктор Василько фон Серецький
Граф Віктор Василько фон Серецький (рум. Victor Wassilko de Serecki? нім. Viktor Wassilko von Serecki; *19 травня 1872, замок Берегомет — 13 липня 1934, Чернівці) — цісарсько-королівський камергер, лейтенант цісарсько-королівської гвардії та високопоставлений румунський православний священнослужитель з румунізованої руського буковинського боярського роду Василько.

## Життєпис

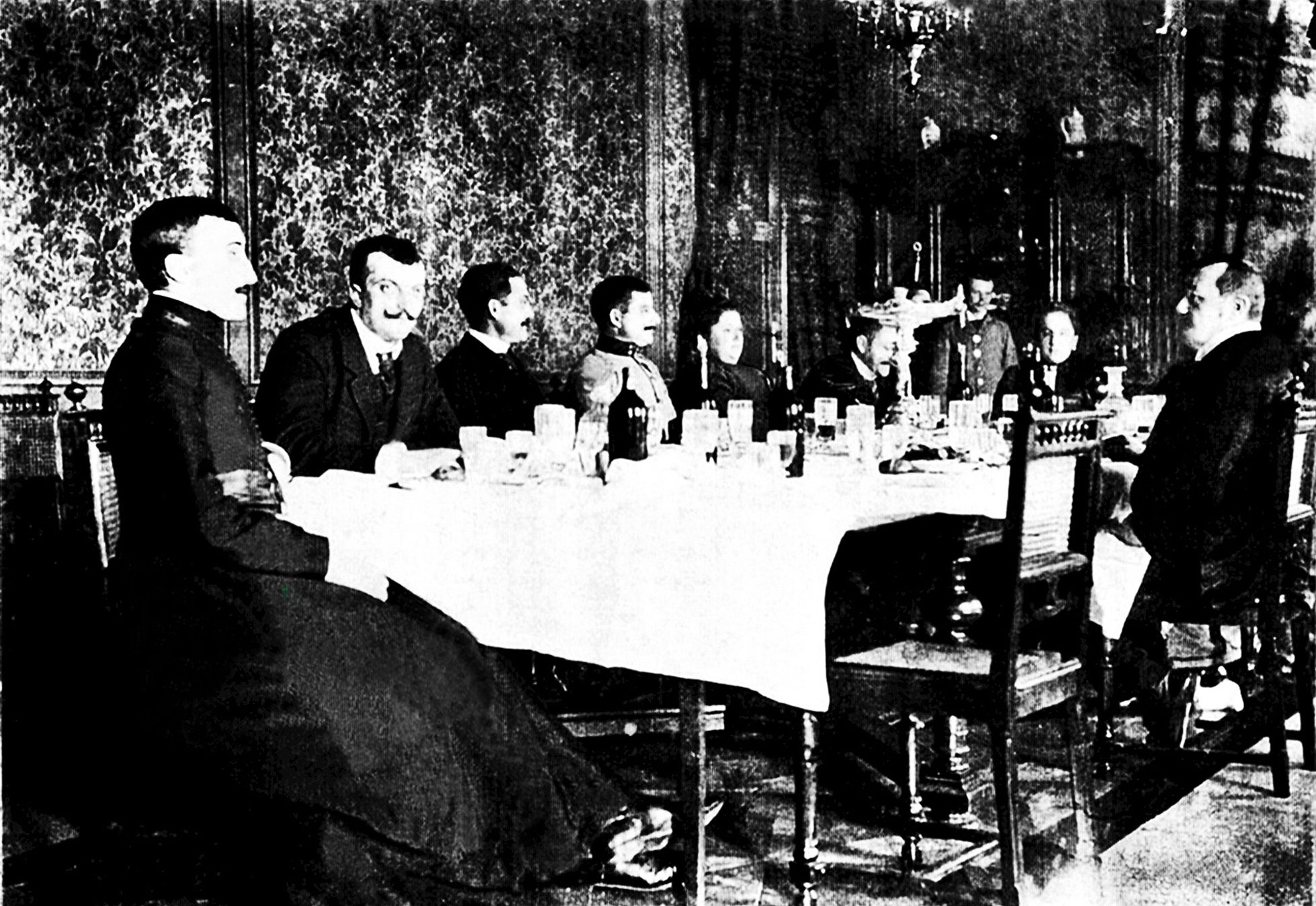
Сімейне святкування у замку Берегомет 1904 року, Віктор на передньому плані

Наймолодший син барона Олександра Василька фон Серецького після приватної освіти до шостого класу навчався у гімназії у Чернівцях, потім до матуральних іспитів у 1892 році навчався в цісарсько-королівській державній гімназії у Радівцях.
Пішов добровольцем на військову службу, де спочатку служив Цісарсько-королівському драгунському полку «Ерцгерцог Альбрехт» № 9, а в 1893 році був звільнений у званні другого лейтенанта в запас Цісарсько-королівського уланського полку «Ерцгерцог Карл» № 3.
Перш ніж присвятити себе теології, він почав вивчати право у Чернівецькому університеті, який успішно закінчив 1898 року.
У той час він брав активну участь у румунському товаристві «Джунімеа», найвпливовішому інтелектуальному, культурному та політичному румунському об'єднанні ХІХ століття. У 1893/94 роках він був його бібліотекарем і ревізором, а в 1894 році переважною більшістю голосів був обраний віце-президентом і скарбником. Пізніше він був великим прихильником і почесним головою цієї установи.
У лютому 1914 року Віктора було призначено православним польовим капеланом у зв'язках цісарсько-королівського ландверу в окружному командуванні Ландштурму 22. Під час Першої світової війни він служив військовим капеланом румунських православних вірян у званні капітана кавалерії та був нагороджений, серед іншого, церковним хрестом «За заслуги» 2-го ступеня з біло-червоною стрічкою.

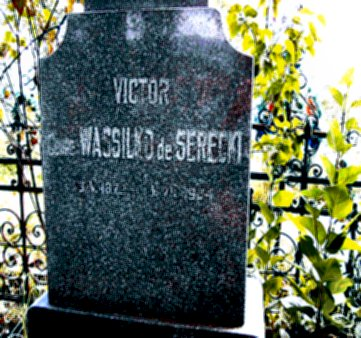
Могила Віктора Василька фон Серецького в Берегометі

У 1926 році він обіймав посади екзарха й архідиякона Румунської православної церкви у Відні. Після виходу на пенсію він служив пастором у лікарнях Чернівців.
19 грудня 1905 року Віктор був удостоєний титулу цісарсько-королівського камергера, імператор Карл I Верховним декретом від 29 серпня 1918 року (Екарцау) за вірність державі та особисту жертовність надав йому титул графа.

## Сім'я
Ще до прийняття священицьких обітниць він одружився 24 травня 1903 року в маєтку Жадова (Jadova) з Флорікою (народилася 14 липня 1878 року в Жадові; померла 2 квітня 1914 року там само), дочкою власника маєтку Александера Ріттера фон Гояна (Goian). Шлюб було розірвано вже 20 лютого 1909 року, можливо, також для того, щоб не перешкоджати Віктору в подальшій духовній кар'єрі.
Єдиний син, Янку (* 22 березня 1904), після вторгнення радянських військ внаслідок пакту Гітлера-Сталіна потрапив до радянського полону й помер 1942 року в таборі ГУЛАГ (місце не встановлено).

## Герб
Блакитний щит, на якому зображено золоту стрілу, спрямовану вгору, що впирається вістрям у золотий півмісяць з опущеними донизу кінцями, кожен з яких увінчаний шестипроменевою золотою зіркою. Над верхнім краєм щита розміщена золота графська корона з дев'ятьма видимими перловими зубцями, а над нею — відкритий коронований турнірний шолом, з блакитним наметом із золотим підбиттям. З корони шолома виходить натуральний павичевий хвіст з двох рядів по п'ять пір'їн у кожному, пронизаний золотою стрілою, що лежить упоперек праворуч. Під щитом розпростерта бронзова арабеска, на якій стоять два натуральні олені, звернені один до одного, що слугують щитотримачами та несуть золоті хрести між своїми рогами.